# Sotto le stelle di Hollywood
Sotto le stelle di Hollywood (Thank Your Lucky Stars) è un musical del 1943 diretto da David Butler.

## Trama
Durante la seconda guerra mondiale due produttori teatrali stanno allestendo uno spettacolo di beneficenza con un gran cast ma l'egoismo della star Eddie Cantor sconvolge purtroppo tutti i loro piani.